# Svatý Gordius
Svatý Gordius (3. století v Caesarei v Kappadokii – 304) byl římský voják, který byl křesťanem a zemřel mučednickou smrtí. Katolická církev jej uctívá jako světce.

## Život
Narodil se v blíže neznámém roce v Cesareji v Kapadokii. Působil v římském vojsku a na rozdíl od ostatních vojáků byl věrný svým mravním zásadám a byl zbožný. Odmítl se podílet na pronásledování křesťanů a účastnit se modlářských oslav boha války Marta. Přiznal, že sám je křesťanem. Vladař jej přesvědčoval, aby se podvolil a obětoval modle. Gordius se odvážně hájil, načež rozlícený vladař prohlásil, že zasluhuje několik smrtí. Gordius s klidem odpověděl, že může zemřít jenom jednou. Následně mu byl dokonce navrhován kompromis - ústy se křesťanství odříci, ale v nitru si víru uchovat. I toto Gordius odmítl. Byl sťat mečem.